# هرمن جی. منکویتس
هرمن جی. منکویتس (انگلیسی: Herman J. Mankiewicz؛ ‏‎/ˈmæŋkəwɪts/‎؛ زاده ۷ نوامبر ۱۸۹۷ درگذشته ۵ مارس ۱۹۵۳) فیلم‌نامه‌نویس، و نویسنده اهل ایالات متحده آمریکا بود. وی بین سال‌های ۱۹۲۶ تا ۱۹۵۲ میلادی فعالیت می‌کرد.
از فیلم‌ها یا مجموعه‌های تلویزیونی که وی در آن‌ها نقش داشته‌است، می‌توان به مرد دنیادیده اشاره نمود.
در سال ۲۰۱۹ دیوید فینچر اقدام به ساخت یک فیلم درام زندگینامه‌ای با نام منک کرد که بر اساس سرگذشت او در دوران نوشتن فیلمنامه همشهری کین است.

## بخشی از فیلمشناسی
- غرور یانکی‌ها (۱۹۴۲) — (فیلمنامه)
- همشهری کین (۱۹۴۱) — (فیلمنامه), (در عنوان بندی نیامده)
- رفیق ایکس (۱۹۴۰) — (در عنوان بندی نیامده)
- جادوگر شهر از (۱۹۳۹) — (در عنوان بندی نیامده)
- پس از ساعت اداری (۱۹۳۵) — (نویسنده)
- پاهای میلیون دلاری (۱۹۳۲) - تهیه‌کننده
- سوپ اردک (۱۹۳۳) — تهیه‌کننده (در عنوان بندی نیامده)
- چرندیات (۱۹۳۲) — تهیه‌کننده (در عنوان بندی نیامده)
- مرد دنیادیده (۱۹۳۱) — (فیلمنامه) (داستان)
- خانواده سلطنتی برادوی (۱۹۳۰) — (اقتباس)
- خنده (۱۹۳۰) — (نویسنده)
- عسل (۱۹۳۰) — (سناریو)
- تهدید (۱۹۲۹)
- جارزن (۱۹۲۸) —
- ریزش بهمن (۱۹۲۸) — (فیلمنامه)
- من را به خانه ببر (۱۹۲۸)
- آخرین فرمان (۱۹۲۸)